# لايت سم
لايت سم هي فرقة فتيات كورية جنوبية تأسست من قبل شركة كيوب إنترتينمنت في 2021.